# Спрингфилд (Нью-Гэмпшир)
Спри́нгфилд (англ. Springfield) — американский город в округе Салливан (штат Нью-Гэмпшир). Под названием Protectworth ведет свою историю с 1769 года, в 1794 году получил статус города вместе с новым наименованием — Спрингфилд. По данным переписи 2010 года население составляло 1311 человек. Код FIPS: 33-72740, GNIS ID: 0873723, ZIP-код: 03284.

## Население
По данным переписи 2000 года население составляло 945 человек, в городе проживало 286 семей, находилось 386 домашнее хозяйство и 534 строения с плотностью застройки 8,4 строения на км². Плотность населения 8,4 человек на км². Расовый состав населения: белые — 98,84 %, коренные американцы (индейцы) — 0,32 %, азиаты — 0,21 %, другие расы — 0,21 %, представители смешанных рас — 0,42 %. Испаноязычные составляли 0,74 % от населения.
Средний доход на домашнее хозяйство составлял $44 659 USD, средний доход на семью $58 068 USD. Мужчины имели средний доход $33 958 USD, женщины $25 223 USD. Около 3,5 % семей и 5,1 % населения находятся за чертой бедности, включая 2,4 % молодежи (до 18 лет) и 7,9 % престарелых (старше 65 лет).

## Известные жители
- Петреус, Дэвид — директор ЦРУ